# أبو زيد الفازازي
أبو زيد الفازازي، شاعر ولد بقرطبة و له اشتغال بعلم الكلام والفقه. كان شديداً على المبتدعة، استكتبه بعض أمراء وقته. عمل في الدواوين الحكومية، و حظى بمكانة رفيعة عند أبي إسحق والى إشبيلية لأخيه الناصر الخليفة بمراكش. توفي في مراكش.

## السيرة الذاتية
ولد الشاعر أبو زيد الفازازي في قرطبة و له اشتغال بعلم الكلام والفقه. كان شديداً على المبتدعة، استكتبه بعض أمراء وقته. عمل في الدواوين الحكومية، و حظى بمكانة رفيعة عند أبي إسحق والى إشبيلية لأخيه الناصر الخليفة بمراكش. بمجرد أن حفظ القرآن الكريم أكبّ على حلقات الشيوخ يتزود من الحديث النبوي و روايته و الفقه و أصوله و علم الكلام واللغة والنحو والأدب والشعر، و تفتحت موهبته الأدبية مبكرة، و سال ينبوع الشعر متدفقا على لسانه، عمل بدواوين عمه أبي العلاء إدريس في ولايته على إشبيلية و قرطبة، و تطورت الظروف و نودي بأبي العلاء و هو في الأندلس. كان آية اللّه في سرعة البديهة و ارتجال النظم و النثر وفور مادة و موالاة استعمال. و له في الزهد عملان: عمل طبع بدار إحياء الكتب العربية في القاهرة باسم "القصائد العشرية في النصائح الدينية و الحكم الوعظية" و لعلها هي التي سماها لسان الدين المعشرات الزهدية، و يقول إنه افتتحها بقوله: "المعشرات الزهدية، و المذكرات الحقيقية الجدية ناطقة بألسنة الوجلين المشفقين، شائقة إلى مناهج السالكين المستبقين، نظمها متبرّكا بعبادتهم، متيمنا بأغراضهم و إشاراتهم، قابضا عنان الدعوى عن مداناتهم و مجاراتهم. كان له بجوار هذا الديوان ديوان ثان بنفس النسق نظمه في العبادة و النسك و سماه: "المعشّرات الحبّيّة" و افتتحها بقوله: "النفحات القلبية، و اللفحات الشوقية، منظومة على ألسنة الذاهبين وجدا، الذائبين كمدا، نظم من نسج على منوالهم". توفي في مراكش.

## أعمال الشاعر[4][5]
- خنازير ناموا عن المكرمات
- خليلي عجابا لمحصب وانزلا
- صبوت إلى الدنيا وذو اللب لا يصبوا
- مديح نبي الله أزكى التعبد
- أروح على ذكر النبي وأغتدي
- تبارك رب عمنا بحبائه
- أصبت من الحساد أنفذ مقتل
- بنجم الهوى في المصطفى صح مولدي
- ألا فاذكروا المختار تحظوا بخيره
- ألا فاقبلوا مني نصيحة مرشد
- بمدح النبي اقطع زمانك ترشد
- ألا فأعد ذكر النبي وجدد
- ألا ليت شعري هل أسيرن منجدا
- أنفت لقول حاد عن سمت قصده
- لذكر رسول الله يرتاح من هدى
- دع القول في يوم بدارة جلجل
- بطيبة للعافين أكرم سيد
- تزودت من مدح النبي المؤيد
- ألا فاخش سهم الموت عن كل مرصد
- عن الحب في الهادي استحال سلونا
- أرقت لبرق من تهامة مومض
- دموع على الخدين ترسل مزنها
- صن النفس واصرفها عن اللهو
- قضى القلب من عهد الشباب ديونه
- أجد مدح خير الخلق ذاتا وجودة
- أيا لائمي أقصر عن اللوم أو زد
- ألا فاشكروا نعمى الإله يزدكم
- تركنا زهيرا للبقيع فثهمد
- لكل نبي عصمة وأمانة
- اعد ذكر خير الخلق فالعود أحمد
- ألم يأن أن يروى فؤاد متيم
- بدا علم للحب يممت نحوه
- تمنيت من وصل الحبيب اختلاسة
- ثوى لك في قلبي غرام مبرح
- جحدت الهوى حتى تبدت شهوده
- حننت إلى العهد الذي كان فانقضى
- خليلي ما للقلب يهفو من الأسى
- دموعي أبت إلا انسكابا لعلها
- ذكرتك فارتاح الفؤاد صبابة
- ردوا عبرة تهمي كما انهمل القطر
- زرعت بماء الدمع في القلب روضة
- سلوا علماء الحب عما أكنه
- شربت كؤوس الحب صرفا وليس لي
- صفا لي ورد الحب حتى وردته
- ضعوا فوق قلبي راحة الصبر إنني
- طويت الحشا مني على حر لوعة
- ظمئت وأجفاني بدمعي فيض
- عزمت على كتم الهوى فوشى به
- غلا الحب فابذل فيه نفسك طائعا
- فضحت بدمعي سر قلبي صبابة
- قفوا فاسألوني اليوم عن لوعة الهوى
- كتمت الهوى حتى تبدت سماته
- لعمري لقد ذقت الهوى فوجدته
- متى تنجلي عن ناظر لوعة الهوى
- نقضت عرى صبري وأبرمت ضدها
- هلموا فعندي للمحبة والهوى
- وجدت ولا طب لما أنا واجد
- لأهل الهوى في الدمع والسهد لذة
- يدي لك رهن بالمحبة والرضا
- إذا غاب أهل الصدق عنك فإنما
- يا نائم الطرف عن سهدي وعن أرقي
- يا سيد الرسل المكين مكانه
- رأيت بني الدنيا يؤمل نفعهم
- خذها إليك أبا إسحاق عن عجل
- أصفيتك الود مضطرا ومختارا
- حال يقل لمثلها
- وأتتني الأربعون وما
- بيني وبين الفضل كل تنوفة
- قل لمن يحسدكم
- فالآن أحسن إن نثرت
- ولا تزل في سعود
- حروب النوى والقرب فيك سجال
- أعد نظرا في نسبة الفضل والنسك
- أطع مولاك تظفر بالنجاح
- تقربت إلا في رضى الأم والأب
- الخمر متلفة لدينك فاحذر
- يا مكثرا قاله وقيله
- يا شارب الراح في أوقات غفلته
- رأيت ذنوب العالمين قبيحة
- يا مدمن الخمر غير آل
- ما خمر العقل فهو خمر
- أعدد لضيفك أهبة الإِكرام
- يا خلي العين والأذن
- زمان بتطهير القلوب موكل
- توكل إذا نابتك يوما ملمة
- إني رأيت العز مستودعا
- من خدم المولى بإخلاصه
- ثق بالإِله فإنه
- كم في الدياجير من ذخر وفائدة
- إن الكبائر للطاعات مفسدة
- يا حاسد النعمة في غيره
- الخوف والأنس شيء ليس يتفق
- مقامات أهل الدين عند بني الدنيا
- من عذل العقرب في لسعها
- كل من قاس نبيا بسواه
- تلهف وما يجري عليك التلهف
- لا تجزعن لمكروه تصاب به
- تصبر إذا نابتك للخطب شدة
- لا تضق ذرعا بخطب نازل
- لا يخدعنك ظاهر من باطن
- أتدري من تبارز بالذنوب
- أيا عاصي النصيحة والوصاة
- وجد وسهد ودم يسفك
- سلام وتقديم التحية واجب
- ألا قل للثقاة السامعين
- إلى الله فلترفع أكف الخلائق
- بذكرك يبلغ الأرب
- لعزك ذلت الأمم
- بدت لجفونك العبر
- أيا ذا الفضل والمنن
- بذكرك نستكفي وإياك نعبد
- سبحان من في كل شيء شاهد
- بحمد الله يفتتح الكلام
- رضا الله أعلى ما ارتجته عبيده
- يا نازحا عني ولو
- أغيب وعندي بالوفاء حضور
- وشي حكى روضة الآداب مودعة
- فكأنه شجر بدا لكنها
- فسما به وهو النهاية
- لا زال في عفو وعافية
- قل للمحدث الصوفي من
- معالم يفنى كل شيء وإنها
- كانت للمسرة معهدا
- أطلت وحقي أن أطيل لأنني
- لله أيامي بكم
- رحلت وقد وجدت العيش مرا
- صدروا وسحر لحاظهم يغريني
- لكم من فؤادي خلص الود والحب
- أأسلوا وقد غبت عن ناظري
- كناس الأنس بعد نواك خيس
- ماذا أقول ولا عتب على القدر
- لاح وقد فاح بهار النهار
- يا نسيم الريح يهفو سحرا
- يا من له شيم تملكه
- يا أبا الفضل وابنه وأخاه
- دليل علاك ليس على اعتراض
- قل للنسيم إذا الصباح أعله
- أوخطب فرقتكم لدي قليلا
- بأوجد مني مذ نأيت وإنما